# José Gargallo
José Ramón Gargallo (Cantavieja (Maestrat aragonès), 1744 - Lleó, 1794) va ser un compositor i mestre de capella espanyol.

## Biografia
És poc el que es coneix dels orígens de Gargallo. Era originari de Cantavieja, a la província de Terol, on va néixer el 1744. Pallarés especula que estudiés a l'Escola de Gramàtica de Cantavieja, oberta al segle XVI, on estudiaven els fills de les famílies ben situades. A l'escola havien estudiat altres músics, com Agustín Sesé, instrumentalista de la Catedral de Pamplona, o Miquel Rambla, organista de l'església de Santa Maria de Sádaba. La formació musical probablement la va rebre a l'església parroquial de l'Assumpció de la Mare de Déu. La seva relació amb altres músics d'origen aragonès de cognom Gargallo és desconeguda, com és el cas de Joseph Gargallo (1702-c. 1734), actiu a les catedrals de València i Albarracín; Francisco Gargallo, mestre de capella de l'església de Santa Maria la Major de Morella; o el mestre Lluís Vicenç Gargallo, mestre de capella de la Catedral d'Osca.

El 1771 es va presentar a les oposicions per al càrrec de mestre de capella de la Catedral de Calahorra. Gargallo, que figura com a «copiant de música de la Catedral de Saragossa», va competir amb tres aspirants més d'importància: Diego Pérez del Camino, mestre de capella de la Catedral de Santo Domingo de la Calzada; Juan José de Arce, arpista de la Catedral de Pamplona; i Juan Andrés de Lombide, organista de Bilbao. Els jutges van ser Francesc Viñas, l'anterior mestre, el nomenament del qual com a racioner havia deixat vacant el càrrec, i el primer organista de Calahorra, Matías Menéndez. Tot i que Gargallo va aconseguir millor puntuació a l'examen —«perquè havia excedit els altres en el treball de les obres, bon gust de la composició i estil modern, que se'n fa servir»—, tant de Viñas, com de Menéndez, el consell municipal es va decidir en votació per Pérez del Camino. Gargallo va presentar una queixa davant el Tribunal Metropolità que va acabar perdent el 1777.
| « | "Per Don Josef Gargallo, natural de la vila de Cantavieja, diòcesi de Saragossa, clergue de prima tonsura, i al present mestre de capella de la Santa Església de León. Amb Don Diego Pérez del Camino, també tonsurat, natural de la ciutat de Burgos, i mestre de capella de la Santa Església de La Calzada. Sobre el magisteri de capella de la Santa Església de la ciutat de Calahorra, i mitja ració hi afecta." | » |

Documentació del plet
El 2 de maig del 1774 havia mort el mestre Enrique Villaverde, per la qual cosa quedava vacant el magisteri de la Catedral d'Oviedo. Va quedar d'interí el tenor Ventura Suárez mentre s'organitzaven les oposicions per ocupar càrrec. S'hi van presentar, Juan Antonio García Carrasquedo, mestre de capella de la Catedral de Santander; Francisco Náger, mestre de la Catedral d'Ourense; Juan Vidal, mestre d'una Col·legiata de Sevilla; i Pere Furió, que acabaria guanyant les oposicions. No es van presentar Pedro Aranaz, mestre de capella de la Catedral de Conca; José Gargallo, músic resident a Saragossa; i Francesco Corselli, músic resident a Madrid; tots ells havien mostrat interès pel càrrec.

El 17 d'abril de 177 va ser elegit mestre de capella de la Catedral de Lleó:
| « | "Havent-se votat secretament, va sortir electe canònicament D. Joseph Gargallo, músic actual de la Sta. Església de Saragossa." | » |

Actes capitulars de la Catedral de Lleó, 17 d'abril de 1776
Gargallo era clergue de primer tonsura, fet que a l'època permetia el matrimoni. Així, Gargallo, que estava casat i tenia família nombrosa, apareix sovint a les actes capitulars lleoneses, sobretot sol·licitant diners. Va ser un mestre molt estimat a la catedral. En 1789 es va interessar pel magisteri de la Catedral de Salamanca, sol·licitant la participació a distància, la qual cosa li va ser negat pel cabildo salmantí.
A partir de 1792 les actes capitulars donen a entendre la malaltia del mestre, quan el cabildo li va permetre fer servir les nadales compostes l'any anterior. Gargallo va romandre com a mestre de capella 18 anys, una dels magisteris més llargs a Lleó, fins a la seva mort el 1794.

## Obra
Es conserven nombroses composicions de Gargallo a l'arxiu de les catedrals de Saragossa i dues d'un tal Josep Gargallo a la Catedral d'Albarrasí. La major part de la seva obra es conserva a la Catedral de Lleó, amb més de seixanta composicions. 36
La seva obra es caracteritza per fer servir un poli coralisme fals: els dos cors repeteixen el mateix. Les seves millors obres es caracteritzen per un estil contrapuntístic, com ara la Missa i Ofici de difunts a vuit veus. Una característica de Gargallo és la introducció nova de l'orquestra, en què adquireixen protagonisme els instruments de vent.